# Kinh tế hỗn hợp
Nền kinh tế hỗn hợp là một nền kinh tế pha trộn những đặc điểm của các hệ thống kinh tế khác nhau. Điều này thường được hiểu là một nền kinh tế bao gồm cả doanh nghiệp tư nhân lẫn quốc doanh, hoặc kết hợp các yếu tố tư bản chủ nghĩa và xã hội chủ nghĩa, hoặc kết hợp giữa kinh tế thị trường và kinh tế kế hoạch.
Có nhiều định nghĩa về kinh tế hỗn hợp, nhưng tựu chung lại có một số điểm chung: có một mức độ tự do kinh tế (bao gồm các ngành kinh doanh tư nhân) kết hợp với kinh tế kế hoạch tập trung (có thể để can thiệp vào phúc lợi xã hội, sự sở hữu của nhà nước đối với một số phương tiện lao động).
Theo lời nhà Kinh tế và lịch sử Robert Hessen: "Không bao giờ có một nền kinh tế tự do hoàn toàn, nhưng sự can thiệp của chính phủ vào các hoạt động kinh tế đã tăng cao từ cuối thế kỷ 18, đặc biệt sau thời kỳ Đại Khủng hoảng. Nước Mỹ ngày nay, một tượng đài của chủ nghĩa tư bản, là một nền kinh tế hỗn hợp trong đó đưa ra những ưu đãi hoặc ngăn cản chẳng theo một nguyên tắc rõ ràng và nhất quán nào".